# سارا مینامی
سارا می‌نامی (ژاپنی: 南沙良؛ زادهٔ ۱۱ ژوئن ۲۰۰۲) بازیگر اهل ژاپن است. وی از سال ۲۰۱۴ میلادی تاکنون مشغول فعالیت بوده است.
از فیلم‌ها یا برنامه‌های تلویزیونی که وی در آن نقش داشته است می‌توان به ۱۳ ارباب شوگون اشاره کرد. در سال 2022، او در درام NHK تایگا به عنوان «اوهیمه»، دختر میناموتو نو یوریتومو و هوجو ماساکو بازی کرد.